# Ильиновка (приток Курдюма)
Ильиновка (овр. Тройной) — река в России, протекает по Татищевскому району Саратовской области. Левый приток реки Курдюм, бассейн Волги.

## География
Ильиновка начинается восточнее посёлка Татищево, течёт на восток. На левом берегу деревня Ильиновка. Ниже неё река пересекает железнодорожную линию Саратов — Ртищево. На левом берегу деревня Зеленкино, на правом — село Курдюм, ниже которого Ильиновка впадает в реку Курдюм в 43 км от устья последней. Длина реки составляет 11 км, площадь водосборного бассейна — 86 км². На всём протяжении пересыхает.

## Данные водного реестра
По данным государственного водного реестра России относится к Нижневолжскому бассейновому округу, водохозяйственный участок реки — Волга от Саратовского гидроузла до Волгоградского гидроузла, без рек Большой Иргиз, Большой Караман, Терешка, Еруслан, Торгун. Речной бассейн реки — Волга от верхнего Куйбышевского водохранилища до впадения в Каспий.
Код объекта в государственном водном реестре — 11010002212112100010916.